# Одієта
Одієта (баск. Odieta, ісп. Odieta) — муніципалітет в Іспанії, у складі автономної спільноти Наварра. Населення — 338 осіб (2009).
Муніципалітет розташований на відстані близько 330 км на північний схід від Мадрида, 13 км на північ від Памплони.
На території муніципалітету розташовані такі населені пункти: (дані про населення за 2009 рік)
- Аносібар: 27 осіб
- Сіаурріс: 66 осіб
- Гаскуе: 30 осіб
- Гельбенсу: 34 особи
- Гендулайн: 13 осіб
- Латаса: 33 особи
- Остіс: 90 осіб
- Ріпа: 45 осіб

## Демографія
Динаміка населення (INE ):

## Галерея зображень

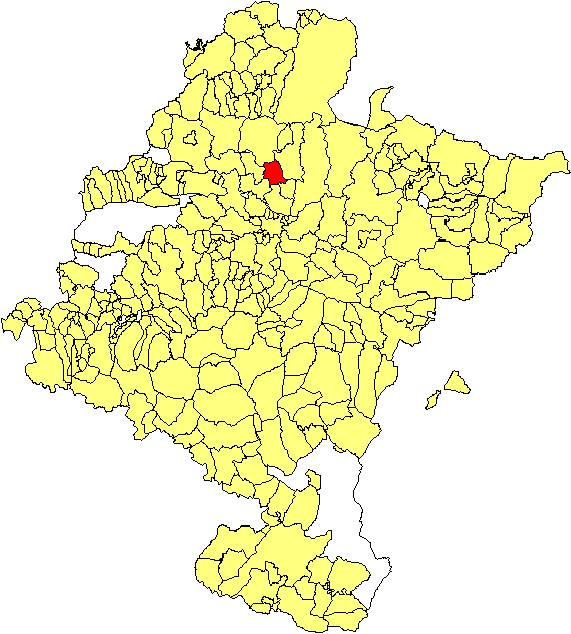
Розташування муніципалітету